# Per-Gunnar Andersson
Per-Gunnar Andersson (Årjäng, 10 marzo 1980) è un pilota di rally svedese, due volte campione mondiale Junior World Rally Championship (2004 e 2007).

## Biografia
Dopo i due successi nelle serie minori del mondiale WRC (campionato JWRC, riservato ai piloti under 28), entrambi con il Suzuki World Rally Team, dal 2008 è passato a competere, in pianta stabile, nella categoria principale.
Andersson ha disputato la stagione 2011 al volante della Ford Fiesta RS WRC, in qualità di pilota del team Stobart M-Sport Ford Rally Team.

## Palmarès
2004
- nel Junior World Rally Championship su Suzuki Ignis S1600

2007
- nel Junior World Rally Championship su Suzuki Swift S1600

### Vittorie nel mondiale rally

#### Junior WRC
| Nº | Anno | Rally                | Copilota        | Vettura            | Squadra             |
| -- | ---- | -------------------- | --------------- | ------------------ | ------------------- |
| 1  | 2004 | Rally di Turchia     | Jonas Andersson | Suzuki Ignis S1600 | -                   |
| 2  | 2004 | Rally di Finlandia   | Jonas Andersson | Suzuki Ignis S1600 | -                   |
| 3  | 2004 | Rally di Sardegna    | Jonas Andersson | Suzuki Ignis S1600 | -                   |
| 4  | 2005 | Rally dell'Acropoli  | Jonas Andersson | Suzuki Ignis S1600 | -                   |
| 5  | 2006 | Rally di Svezia      | Jonas Andersson | Suzuki Swift S1600 | -                   |
| 6  | 2007 | Rally di Norvegia    | Jonas Andersson | Suzuki Swift S1600 | Suzuki Sport Europe |
| 7  | 2007 | Rally del Portogallo | Jonas Andersson | Suzuki Swift S1600 | Suzuki Sport Europe |
| 8  | 2007 | Rally di Catalogna   | Jonas Andersson | Suzuki Swift S1600 | Suzuki Sport Europe |

### S-WRC
| Nº | Anno | Rally              | Copilota           | Vettura                 | Squadra           |
| -- | ---- | ------------------ | ------------------ | ----------------------- | ----------------- |
| 1  | 2010 | Rally di Svezia    | Anders Fredriksson | Škoda Fabia S2000       | -                 |
| 2  | 2012 | Rally di Svezia    | Emil Axelsson      | Proton Satria Neo S2000 | Proton Motorsport |
| 3  | 2012 | Rally di Finlandia | Emil Axelsson      | Proton Satria Neo S2000 | Proton Motorsport |

## Risultati nel mondiale rally

### WRC
| 2002 | Scuderia | Vettura         |  |    |  |  |  |  |  |  |  |  |  |  |  |  |  |  | Punti | Pos. |
| ---- | -------- | --------------- |  | -- |  |  |  |  |  |  |  |  |  |  |  |  |  |  | ----- | ---- |
| 2002 |          | Renault Clio RS |  | 43 |  |  |  |  |  |  |  |  |  |  |  |  |  |  | 0     |      |

| 2003 | Scuderia | Vettura            |  |  |  |  |  |  |  |  |     |  |    |  |     |     |  |  | Punti | Pos. |
| ---- | -------- | ------------------ |  |  |  |  |  |  |  |  | --- |  | -- |  | --- | --- |  |  | ----- | ---- |
| 2003 |          | Renault Clio S1600 |  |  |  |  |  |  |  |  | Rit |  | 19 |  | Rit | Rit |  |  | 0     |      |

| 2004 | Scuderia | Vettura                                        |    |    |  |  |  |     |    |  |    |  |     |     |   |  |    |  | Punti | Pos. |
| ---- | -------- | ---------------------------------------------- | -- | -- |  |  |  | --- | -- |  | -- |  | --- | --- | - |  | -- |  | ----- | ---- |
| 2004 |          | Suzuki Ignis S1600 e Mitsubishi Lancer Evo VII | 19 | 25 |  |  |  | Rit | 11 |  | 16 |  | Rit | Rit | 9 |  | 16 |  | 0     |      |

| 2005 | Scuderia | Vettura                          |    |    |    |    |    |    |    |    |  |     |    |    |    |  |     |  | Punti | Pos. |
| ---- | -------- | -------------------------------- | -- | -- | -- | -- | -- | -- | -- | -- |  | --- | -- | -- | -- |  | --- |  | ----- | ---- |
| 2005 |          | Ignis S1600 e Suzuki Swift S1600 | 18 | 18 | 14 | 17 | 22 | 33 | 19 | 15 |  | Rit | 16 | 22 | 22 |  | Rit |  | 0     |      |

| 2006 | Scuderia | Vettura            |  |    |  |  |  |    |    |  |  |    |  |  |    |  |  |     | Punti | Pos. |
| ---- | -------- | ------------------ |  | -- |  |  |  | -- | -- |  |  | -- |  |  | -- |  |  | --- | ----- | ---- |
| 2006 |          | Suzuki Swift S1600 |  | 19 |  |  |  | 34 | 21 |  |  | 18 |  |  | SQ |  |  | Rit | 0     |      |

| 2007 | Scuderia            | Vettura            |  |  |    |  |    |  |    |  |  |  |  |    |    |  |  |  | Punti | Pos. |
| ---- | ------------------- | ------------------ |  |  | -- |  | -- |  | -- |  |  |  |  | -- | -- |  |  |  | ----- | ---- |
| 2007 | Suzuki Sport Europe | Suzuki Swift S1600 |  |  | 18 |  | 14 |  | 14 |  |  |  |  | 15 | 20 |  |  |  | 0     |      |

| 2008 | Scuderia                | Vettura        |   |     |     |    |     |   |    |     |     |    |   |    |    |   |   |  | Punti | Pos. |
| ---- | ----------------------- | -------------- | - | --- | --- | -- | --- | - | -- | --- | --- | -- | - | -- | -- | - | - |  | ----- | ---- |
| 2008 | Suzuki World Rally Team | Suzuki SX4 WRC | 8 | Rit | Rit | 24 | Rit | 9 | 11 | Rit | Rit | 15 | 6 | 32 | 17 | 5 | 5 |  | 12    | 12º  |

| 2009 | Scuderia | Vettura         |  |     |  |  |  |  |  |  |  |  |  |  |  |  |  |  | Punti | Pos. |
| ---- | -------- | --------------- |  | --- |  |  |  |  |  |  |  |  |  |  |  |  |  |  | ----- | ---- |
| 2009 |          | Škoda Fabia WRC |  | Rit |  |  |  |  |  |  |  |  |  |  |  |  |  |  | 0     |      |

| 2010 | Scuderia                             | Vettura                                   |    |  |    |  |  |    |   |    |    |  |  |  |  |  |  |  | Punti | Pos. |
| ---- | ------------------------------------ | ----------------------------------------- | -- |  | -- |  |  | -- | - | -- | -- |  |  |  |  |  |  |  | ----- | ---- |
| 2010 | Rufa Sport e Stobart M-Sport Ford RT | Škoda Fabia S2000 e Ford Focus RS WRC '08 | 10 |  | 16 |  |  | 16 | 7 | 10 | 13 |  |  |  |  |  |  |  | 8     | 13º  |

| 2011 | Scuderia                | Vettura                                    |   |  |  |  |    |  |  |    |  |  |  |  |  |  |  |  | Punti | Pos. |
| ---- | ----------------------- | ------------------------------------------ | - |  |  |  | -- |  |  | -- |  |  |  |  |  |  |  |  | ----- | ---- |
| 2011 | Stobart M-Sport Ford RT | Ford Fiesta RS WRC e Subaru Impreza TMR R4 | 7 |  |  |  | 15 |  |  | 15 |  |  |  |  |  |  |  |  | 6     | 20º  |

| 2012 | Scuderia          | Vettura                 |     |    |  |  |  |  |    |    |  |    |    |  |   |  |  |  | Punti | Pos. |
| ---- | ----------------- | ----------------------- | --- | -- |  |  |  |  | -- | -- |  | -- | -- |  | - |  |  |  | ----- | ---- |
| 2012 | Proton Motorsport | Proton Satria Neo S2000 | Rit | 14 |  |  |  |  | 23 | 11 |  | 24 | 24 |  | 8 |  |  |  | 4     | 24º  |

| 2013 | Scuderia | Vettura                                |  |  |  |     |  |  |    |   |     |  |  |  |  |  |  |  | Punti | Pos. |
| ---- | -------- | -------------------------------------- |  |  |  | --- |  |  | -- | - | --- |  |  |  |  |  |  |  | ----- | ---- |
| 2013 |          | Ford Fiesta S2000 e Ford Fiesta RS WRC |  |  |  | Rit |  |  | 13 | 8 | Rit |  |  |  |  |  |  |  | 4     | 23º  |

| 2022 | Scuderia      | Vettura            |  |     |  |  |  |  |  |  |  |  |  |  |  |  |  |  | Punti | Pos. |
| ---- | ------------- | ------------------ |  | --- |  |  |  |  |  |  |  |  |  |  |  |  |  |  | ----- | ---- |
| 2022 | GNM Sweden AB | Ford Fiesta Rally2 |  | Rit |  |  |  |  |  |  |  |  |  |  |  |  |  |  | 0     |      |

| Legenda | 1º posto | 2º posto | 3º posto | A punti | Senza punti | Ritirato | Squalificato | NP=Non partito C=Gara cancellata | Apice=Power stage |

### S-WRC/WRC-2
| 2010 | Scuderia   | Vettura           |   |  |   |  |  |   |  |   |   |  |  |  |  |  |  |  | Punti | Pos. |
| ---- | ---------- | ----------------- | - |  | - |  |  | - |  | - | - |  |  |  |  |  |  |  | ----- | ---- |
| 2010 | Rufa Sport | Škoda Fabia S2000 | 1 |  | 3 |  |  | 5 |  | 2 | 3 |  |  |  |  |  |  |  | 25    | 9º   |

| 2012 | Scuderia          | Vettura                 |     |   |  |  |  |  |   |   |  |   |   |  |   |  |  |  | Punti | Pos. |
| ---- | ----------------- | ----------------------- | --- | - |  |  |  |  | - | - |  | - | - |  | - |  |  |  | ----- | ---- |
| 2012 | Proton Motorsport | Proton Satria Neo S2000 | Rit | 1 |  |  |  |  | 2 | 1 |  | 6 | 3 |  | 2 |  |  |  | 109   | 2º   |

| 2022 | Scuderia      | Vettura            |  |     |  |  |  |  |  |  |  |  |  |  |  |  |  |  | Punti | Pos. |
| ---- | ------------- | ------------------ |  | --- |  |  |  |  |  |  |  |  |  |  |  |  |  |  | ----- | ---- |
| 2022 | GNM Sweden AB | Ford Fiesta Rally2 |  | Rit |  |  |  |  |  |  |  |  |  |  |  |  |  |  | 0     |      |

| Legenda | 1º posto | 2º posto | 3º posto | A punti | Senza punti | Ritirato | Squalificato | NP=Non partito C=Gara cancellata | Apice=Power stage |

### Junior WRC
| 2004 | Scuderia | Vettura            |   |  |  |  |  |     |   |  |   |  |  |     |   |  |   |  | Punti | Pos. |
| ---- | -------- | ------------------ | - |  |  |  |  | --- | - |  | - |  |  | --- | - |  | - |  | ----- | ---- |
| 2004 |          | Suzuki Ignis S1600 | 8 |  |  |  |  | Rit | 1 |  | 1 |  |  | Rit | 1 |  | 2 |  | 39    | 1º   |

| 2005 | Scuderia | Vettura                          |   |  |   |  |   |  |  |   |  |     |   |  |  |  |     |  | Punti | Pos. |
| ---- | -------- | -------------------------------- | - |  | - |  | - |  |  | - |  | --- | - |  |  |  | --- |  | ----- | ---- |
| 2005 |          | Ignis S1600 e Suzuki Swift S1600 | 6 |  | 2 |  | 5 |  |  | 1 |  | Rit | 4 |  |  |  | Rit |  | 30    | 6º   |

| 2006 | Scuderia | Vettura            |  |   |  |  |  |   |   |  |  |   |  |  |    |  |  |     | Punti | Pos. |
| ---- | -------- | ------------------ |  | - |  |  |  | - | - |  |  | - |  |  | -- |  |  | --- | ----- | ---- |
| 2006 |          | Suzuki Swift S1600 |  | 1 |  |  |  | 3 | 4 |  |  | 2 |  |  | SQ |  |  | Rit | 29    | 3º   |

| 2007 | Scuderia            | Vettura            |  |  |   |  |   |  |   |  |  |  |  |   |   |  |  |  | Punti | Pos. |
| ---- | ------------------- | ------------------ |  |  | - |  | - |  | - |  |  |  |  | - | - |  |  |  | ----- | ---- |
| 2007 | Suzuki Sport Europe | Suzuki Swift S1600 |  |  | 1 |  | 1 |  | 2 |  |  |  |  | 1 | 4 |  |  |  | 43    | 1º   |

| Legenda | 1º posto | 2º posto | 3º posto | A punti | Senza punti | Ritirato | Squalificato | NP=Non partito C=Gara cancellata | Apice=Power stage |